# Caponia hastifera
Espèce
Caponia hastifera est une espèce d'araignées aranéomorphes de la famille des Caponiidae.

## Distribution
Cette espèce se rencontre en Afrique du Sud et au Mozambique.

## Description
Caponia hastifera compte huit yeux.
Le mâle holotype mesure 7,5 mm

## Publication originale
- Purcell, 1904 : Descriptions of new genera and species of South African spiders. Transactions of the South African Philosophical Society, vol. 15, p. 115-173 (texte intégral).